# سلبریتی سامیت
سلبریتی سامیت (به انگلیسی: Celebrity Summit) یک کشتی است که طول آن ۲۹۴ متر (۹۶۵ فوت) است. این کشتی در سال ۲۰۰۱ ساخته شد.